# X Games California 2023
La XXXV edición de los X Games se celebró en California (Estados Unidos) entre el 21 y el 23 de julio de 2023 bajo la organización de la empresa de televisión ESPN.

## Medallistas de ciclismo BMX
| Evento               | Oro                           | Plata                      | Bronce                          |
| -------------------- | ----------------------------- | -------------------------- | ------------------------------- |
| Real – Mejor truco   | Colin Varanyak Estados Unidos | Brett Silva Estados Unidos | Garrett Reynolds Estados Unidos |
| Parque               | José Torres Argentina         | Kevin Peraza · México      | Logan Martin Australia          |
| Megaparque           | Ryan Williams Australia       | Morgan Wade Estados Unidos | Jaie Toohey Australia           |
| Parque – Mejor truco | Kevin Peraza · México         | Kieran Reilly Reino Unido  | Daniel Sandoval Estados Unidos  |
| Dirt                 | Brady Baker Estados Unidos    | Ryan Williams Australia    | Logan Martin Australia          |
| Dirt – Mejor truco   | Ryan Williams Australia       | Kaden Stone Estados Unidos | Dawid Godziek · Polonia         |
| Calle                | Kevin Peraza · México         | Boyd Hilder Australia      | Garrett Reynolds Estados Unidos |